# Питър Хук
Питър Хук (на английски: Peter Hook) е английски певец и китарист.

## Биография и творчество
Питър Хук е роден на 13 февруари 1956 г. в Солфорд, Голям Манчестър.
Той е най-известен с участието си в легендарните групи „Джой Дивижън“ и „Ню Ордър“.
Хук е един от създателите на групата „Джой Дивижън“ заедно с Бърнард Съмнър, основана през 1977 г. Бандата бележи значителен успех за своето време. Питър Хук участва в нея основно като бас-китарист. През 1980 г. се самоубива главния вокалист Иън Къртис, след което бандата се разпада.
Хук и останалите членове на разпадналата се Джой Дивижън, Бърнард Съмнър и Стивън Морис заедно с Джилиън Джилбърт формират „Ню Ордър“.